# Santa Margarida de la Riera de Gaià
Santa Margarida de la Riera de Gaià és una església barroca de la Riera de Gaià (Tarragonès) protegida com a Bé Cultural d'Interès Local.

## Descripció
L'església de Santa Margarida està construïda amb maçoneria i reforços de carreus a les cantonades.
La seva planta presenta tres naus i el creuer. La nau central està coberta amb volta de canó amb llunetes i aresta a les naus laterals. El creuer té una cúpula amb volta gallonada.
És un edifici del segle xviii de característiques i estil barroc.

## Història
Els arxius de l'església es van cremar a la Guerra Civil (1936-1939).